# کاسکانته دل ریو
کاسکانته دل ریو (به اسپانیایی: Cascante del Río) یک شهرستان در اسپانیا است که در استان تروئل واقع شده‌است.

## خصوصیات
کاسکانته دل ریو ۳۲ کیلومترمربع مساحت و ۱۰۳ نفر جمعیت دارد.